# بريندا شونيسي
بريندا شونيسي (بالإنجليزية: Brenda Shaughnessy)‏ (1970، جزيرة أوكيناوا في اليابان)؛ كاتِبة وشاعرة أمريكية.